# Siegfried de Rachewiltz
Siegfried de Rachewiltz (* 8. April 1947 in Meran) ist ein Ethnologe, Kulturhistoriker und Schriftsteller aus Südtirol.

## Leben
Der Sohn von Boris und Mary de Rachewiltz wuchs auf der Brunnenburg auf und besuchte das Humanistische Gymnasium „Beda Weber“ in Meran. Nach dem Erwerb eines Bachelor of Arts an der Rutgers University absolvierte er ein Studium der Sprach- und Literaturwissenschaften (laurea in Lingue e Letterature Straniere) an der Universität Urbino, das er 1973 mit einer Arbeit über die „Cantos“ seines Großvaters Ezra Pound zum Abschluss brachte. 1974 gründete de Rachewiltz mit Peter Lloyd und Franz Haller das Landwirtschaftsmuseum Brunnenburg. 1983 reichte er an der Harvard University eine komparatistische Dissertation über den Mythos der Sirenen ein, mit der er zum Ph.D. avancierte.
Ab 1981 arbeitete er im Auftrag des Landesdenkmalamtes an der Inventarisierung und Unterschutzstellung der bäuerlichen Baudenkmäler Südtirols. Mit Leander Petzoldt rief er 1984 die Brunnenburger Symposien zur Volkserzählung ins Leben. Von 1991 bis 2014  war er Direktor des Südtiroler Landesmuseums für Kultur- und Landesgeschichte auf Schloss Tirol. In den 1990er Jahren war de Rachewiltz Kulturreferent des Südtiroler Schützenbundes. 2002 erlangte er an der Universität Innsbruck seine Habilitation in Europäischer Ethnologie.
De Rachewiltz ist Autor zahlreicher Publikationen zu Volkskunde und Kulturgeschichte und veröffentlichte eigene Lyrik. Er ist Besitzer der Burg Tschenglsberg.

## Publikationen (Auswahl)
- als Herausgeber: Cultura agricola nel Tirolo. Con la collaborazione di Peter Lloyd e Franz Haller. Sigma-Tau, Rom 1972.
- Brot im südlichen Tirol. Arunda, Schlanders 1980.
- De Sirenibus. An Inquiry into Sirens from Homer to Shakespeare (= Harvard Dissertations in Comparative Literature.). Garland Press, New York NY u. a. 1987, ISBN 0-8240-8426-8 (Zugleich: Cambridge MA, Harvard University, Dissertation, 1983).
- Kastanien im südlichen Tirol (= Arunda. 33). Arunda, Schlanders 1992.
- mit Roberto Togni: Transumanza. Weideplätze wechseln. Photos von Andreas Zipperle. Edition Sturzflüge u. a., Bozen u. a. 1994, ISBN 3-900949-08-5.
- Lo speck dell’Alto Adige. Un contributo sulle abitudini alimentari del Tirolo. Assessorato al commercio della provincia autonoma di Bolzano, Bozen 1995.
- als Herausgeber mit Josef Riedmann: Kommunikation und Mobilität im Mittelalter. Begegnungen zwischen dem Süden und der Mitte Europas (11.–14. Jahrhundert). Thorbecke, Sigmaringen 1995, ISBN 3-7995-5480-7.
- als Herausgeber: Joseph Ennemoser. Leben und Werk des Freiheitskämpfers, Mediziners und Magnetiseurs (1787–1854) (= Schriftenreihe historische Quellen zur Kulturgeschichte Tirol. 5). Haymon, Innsbruck u. a. 2010, ISBN 978-3-85218-606-1.
- […] tranck, essen, wein und brot […] (Kl 14,1-2). Zur Ess- und Trinkkultur auf Hauenstein. In: Ulrich Müller, Margarete Springeth (Hrsg.): Oswald von Wolkenstein. Leben – Werk – Rezeption. de Gruyter, Berlin u. a. 2011, ISBN 978-3-11-020782-8, S. 51–63.
- 1848: Der Kampf um die Emanzipation in den Besucherbüchern Schloss Tirols. In: Zachor. Juden im südlichen Tirol im 19. und 20. Jahrhundert. = Ebrei nel Tirolo meridionale fra Otto e Novecento. = Jews in Southern Tyrol in the 19th and 20yh century. Tappeiner, Lana 2012, ISBN 978-88-7073-708-0, S. 63–83.
- als Herausgeber mit Andreas Rauchegger, Christiane Ganner: www.flick-werk.net. Flicken und Wiederverwerten im historischen Tirol (= Schriften des Landwirtschaftsmuseums Brunnenburg. 15). Verlag Bibliothek der Provinz, Weitra 2014, ISBN 978-88-940258-1-1.
- als Herausgeber mit Andreas Rauchegger, Christiane Ganner: Papaver Mohn. Der Mohn in Mythologie, Volksmedizin, Speise- und Sachkultur Tirols (= Schriften des Landwirtschaftsmuseums Brunnenburg. 16). Landwirtschaftsmuseum, Brunnenburg 2015, ISBN 978-88-940258-2-8.
- Auf den Spuren der Sirenen in Südtirol. In: Leander Moroder, Hannes Obermair, Patrick Rina (Hrsg.): Lektüren und Relektüren. = Leggere, riflettere e rileggere. = Nrescides letereres y letures critiches. Studia Prof. Ulrike Kindl septuagenariae die XVI mensis Oct. anni MMXXI dicata. Istitut Ladin Micurá de Rü, San Martin de Tor 2021. ISBN 978-88-8171-141-3, S. 179–200.